# تعاقب دوري في تفسير التاريخ
التعاقب الدوري في تفسير التاريخ هو اتجاه يرى أن «التاريخ يسير في دورات متتالية ومتشابهة، بحيث تعود الأحداث السابقة من جديد بأشكال متقاربة، وتترتب عليها النتائج نفسها». والمهم أن بعض النظريات الحديثة تشرح الديناميكا الدورية وديناميكا التطور في نفس الوقت.
ويرى هذا الاتجاه أن للحضارات أدواراً كأدوار الليل والنهار، والفصول الأربعة، أو سائر ظواهر الكون. بمعنى أن الحضارات تبدأ صغيرة، ثمّ تكبر وتشبّ، ثمّ تأخذ في الهرم، ثمّ تأخذ بالسقوط.
فالتاريخ من هذا المنطلق مثل دورة القمر، هلال ثم بدر تام، ثم يتوارى في الأفق شيئاً فشيئا حتى الخسوف الكامل ثم يظهر الهلال الجديد وهكذا دواليك .
ويرى هذا الاتجاه أن كل شيء يختفي من الوجود يعود مرة أخرى من جديد .وهي حلقات متشابهة، كل بداية لابد وان يعقبها نهاية، وكل نهاية يعقبها تكرار للبداية الأولى .
ويرى هذا الاتجاه أيضاً أن التاريخ يسير في صيرورة وديمومة دائرية يخضع لها الإنسان والشعوب والحضارات .
وهذا الإيقاع الدائري لا يخرج عن ثلاثة مراحل هي :
- البداية – النمو – النهاية
- الميلاد – الشباب – الشيخوخة
- النمو – الصعود – الهبوط

إلخ وأهم ما يوجه لذلك الاتجاه من نقد هو أنه عقيم لا يأتي بجديد وكأن الحياة ثابتة نمطية أحداث تكرر نفسها فقط دون أن يسير التاريخ إلى الأمام .
وأهم من يمثل تلك النظرية ( أفلاطون – ابن خلدون – فيكو )

## الرّواد التاريخيون
عُدّ تفسير التاريخ على أنه دورات متكررة من العصور المظلمة والذهبية إيمانًا مشتركًا بين الثقافات القديمة.
إن النظرة الدورية الأكثر محدودية للتاريخ والمعروفة على أنها تكرار لدورات الأحداث قد طرحت في العالم الأكاديمي في القرن التاسع عشر على يد اوغست شسكوفسكي (لفرع من التاريخ) الذي قدّم مفهوم يندرج تحت فئة علم الاجتماع. بيد أن بوليبيوس وابن خلدون إلى جانب جيامباتيستا فيكو، يمكن النظر إليهم على أنهم سلائف لهذا التحليل. تم التعرف على هذا المنهج في العصور الرومانية. في الآونة الأخيرة، استخدم بي. آر. ساركار في نظريته عن الدورة الاجتماعية هذه الفكرة لتوضيح تفسيره للتاريخ.

## نظريات القرنين التاسع عشر والعشرين
من بين المؤرخين البارزين، تميّز اسم الفيلسوف الروسي نيكولاي دانيليسكي (1822-1885) بشكل ملحوظ. في كتابه روسييا أي إفروبا (1869) ميّز بين مختلف الحضارات الأصغر حجمًا (مثل المصرية والصينية والفارسية واليونانية والرومانية والألمانية والسلاف وغيرها). كتب دانيليسكي أن لكل حضارة دورة حياة خاصة، وبحلول نهاية القرن التاسع عشر شهدت الحضارة الرومانية الألمانية انحدارًا قويًا، بينما كانت حضارة السلاف تقترب من الدخول إلى عصرها الذهبي. ثمّة نظرية مماثلة طرحها أوسفالد شبينغلر (1880-1936)، الذي زعم أيضًا في كتابه تدهور الحضارة الغربية (1918) أن العالم الغربي قد دخلت مرحلتها الأخيرة من التنمية وأن انحسارها أمر لا مفر منه.
تم إنشاء أول نظرية دورة اجتماعية في علم الاجتماع من قِبَل عالم الاجتماع والخبير الاقتصادي الإيطالي فيلفريدو باريتو (1848-1923) في كتابه تراتاتو دي سوشيولوجيا جينيرال (1916). ركز باريتو نظريته على مفهوم طبقة النخبة الاجتماعية، التي قسمها إلى «الثعالب» الماكرة و «الأسود» العنيفة. يرى أيضًا أن السلطة تنتقل باستمرار من «الثعالب» إلى «الأسود» والعكس بالعكس.
طوّر بيتيريم سوروكين (1889 - 1968) نظرية الدورة الاجتماعية في كتابه الديناميكا الاجتماعية والثقافية (1937 - 1943). وقد صنّف المجتمعات وفقًا «لعقليتها الثقافية»، والتي قد تكون فكرية (الواقع روحي) أو حسية (الواقع مادي) أو مثالية (جمع بين الاثنين). فسّر سوروكين الغرب المعاصر على أنه حضارة حسية مكرسة للتقدم التكنولوجي، وتنبأ بوقوعها في حالة انحلال وظهور عصر فكري أو مثالي جديد.
طوّر ألكسندر ديولوفيو (1903-1978) نموذجًا رياضيًا للدورات الاجتماعية التي ادعى أنها مناسبة للحقائق التاريخية. فقد زعم في كتابه رياضيات التاريخ (باللغة الكتالونية، والذي نشر في عام 1951) أن الحضارات والإمبراطوريات تمر بدورات متكررة. يدعي ديولوفيو أن كل حضارة تمر بثلاث دورات لا تقل عن 1700 سنة. كجزء من الحضارات، فإن الإمبراطوريات لديها متوسط عمر 550 سنة. ذكر أيضًا أنه بمعرفة طبيعة هذه الدورات، يمكن تعديلها بطريقة تجعل التغيير سلميًا بدلًا من أن يؤدي إلى شنّ الحرب. يعتقد ديولوفيو أنه وجد أصل الفن الرومانسكي، خلال القرن التاسع، في منطقة بين إمبورديا وروسيون، والتي قال إنها مهد الحلقة الثانية من حضارة أوروبا الغربية.

## التعبيرات الأدبية
يصور أدب نهاية العالم وما بعدها أنواعًا مختلفة من التاريخ الدوري إذ تنهار صور الحضارة وتتراكم ببطء مرة أخرى لتنهار مرة أخرى وهلّم جرًا.
من الأمثلة المبكرة على ذلك رواية جزيرة البطريق من أدب الهجاء التي كتبها أناتول فرنسا في عام 1908 والتي تشير إلى تاريخ بنجينيا - وهو تشبيه مقنع لفرنسا - من العصور الوسطى إلى العصر الحديث وإلى مستقبل مدينة عظمى وحشية - التي تنهار في نهاية المطاف. يلي ذلك تجدد الإقطاعية والمجتمع الزراعي والبناء التدريجي للحضارة متزايدة التقدم - والتي بلغت ذروتها مع مدينة عظمى جديدة من شأنها في نهاية المطاف أن تنهار مرة أخرى، وهكذا الأمر.
مثال لاحق أيضًا هو والتر ميلر جونيور في كتابه كانتيكل فور ليبوفيتز، الذي يبدأ في أعقاب حرب نووية مدمرة إذ تسعى الكنيسة الكاثوليكية إلى الحفاظ على بقايا نصوص قديمة (مثلما حدث في العصور الوسطى المبكرة التاريخية)، وينتهي بحضارة جديدة تراكمت على مدى ألفي عام ودمرت نفسها مرة أخرى في حرب نووية – ثم مجموعة جديدة من رجال الدين الكاثوليك تنطلق مرة أخرى للحفاظ على بقايا المعرفة المتحضرة.
في المستقبل الذي تم تصويره في رواية أكتوبر ذا فيرست إز تو ليت، رواية الخيال العلمي الأولى في عام 1966 من قِبَل عالم الفيزياء الفلكية فريد هويل، طار بطل الرواية في المكان الذي توقعوا أن يروا فيه الولايات المتحدة، لكنهم لم يروا أي علامة على وجود الحضارة الحضرية. في البداية كانوا على افتراض أنهم كانوا في ماضي ما قبل عام 1750، ثم وجدوا في وقت لاحق أنه كان وقتًا في المستقبل. إن البشرية محكوم عليها بالمرور بدورات متكررة من التصنيع والاكتظاظ السكاني والانهيار - يليها إعادة البناء ثم التصنيع مرة أخرى والاكتظاظ السكاني والانهيار وما إلى ذلك، مرارًا وتكرارًا. في المستقبل البعيد، لم تعد الحضارة المدركة لهذا التاريخ تريد التقدم نحو الأمام.

## نظريات معاصرة
من أهم النتائج الأخيرة في دراسة العمليات الاجتماعية الديناميكية طويلة الأجل اكتشاف الدورات السياسية - الديموغرافية بوصفها سمة أساسية لديناميكيات النظم الزراعية المعقدة.
إن وجود الدورات السياسية والديموغرافية في تاريخ ما قبل الحداثة في أوروبا والصين، وفي المجتمعات على مستوى زعماء العالم، كان معروفًا منذ وقت طويل، ولقد بدأ بالفعل في ثمانينيات القرن العشرين إنتاج نماذج رياضية أكثر أو أقل تطورًا للدورات الديموغرافية (قبل كل شيء بالنسبة «للدورات الأسرية» الصينية) (أشر 1989). في الوقت الحالي، ثمّة عدد كبير من هذه النماذج (تشو ولي 1994؛ نفيدوف 1999 و 2002 و 2003 و 2004؛ مالكوف وكوفاليف وإيه. مالكوف 2000؛ إس. مالكوف وإيه مالكوف 2000؛ مالكوف وسيرجيف 2002 و 2004؛ مالكوف وآخرون 2002; مالكوف 2002 و2003 و2004؛ تورشين 2003 و 2005؛ كاراطائف وآخرون 2006).

## اقرأ أيضاً
- الاتجاه الديني في تفسير التاريخ
- الاتجاه البطولي في تفسير التاريخ